# 8454 Micheleferrero
8454 Micheleferrero è un asteroide della fascia principale. Scoperto nel 1981, presenta un'orbita caratterizzata da un semiasse maggiore pari a 2,6140688 au e da un'eccentricità di 0,0686350, inclinata di 3,61565° rispetto all'eclittica.
L'asteroide è dedicato all'imprenditore italiano Michele Ferrero.